# 艾明之
艾明之（1925年2月—2017年6月29日），原名黄志堃，男，原籍广东英德，生于上海，中国剧作家，中国作家协会名誉委员，中国电影家协会理事，中国电影文学学会原副会长。